# Skelet
Skelet er en fællesbetegnelse for alle knoglerne, som udgør "stativet" i kroppen hos mennesket og alle andre hvirveldyr.
Menneskets skelet består af 206 knogler og udgør ca. 15 % af legemsvægten. Den længste og tungeste knogle er lårbensknoglen, der hos en mand på 80 kg vejer ca. 1 kg.
Skelettet bærer kroppen sammen med muskulatur og sener. Det beskytter bløde, sårbare indre organer. Kraniet beskytter hjernen, og rygraden beskytter rygmarven. Ribbenene beskytter lungerne, hjertet og en mængde andre vigtige organer. Skelettet fungerer også som kroppens kalklager.

## Skelettets tre primæropgaver
Knoglerne i kroppen hænger sammen, fordi de er fæstet til hinanden i leddene. Sammen udgør alle knoglerne skelettet. Det udgør et stativ, som muskler og sener er fæstet til. Skelettet og musklerne samarbejder og holder kroppen oprejst.
1. Beskyttelse: De vigtigste organer i kroppen er beskyttet af ben; hjernen ligger inden i hovedskallen og er godt beskyttet. Hjertet og lungerne ligger i brystkassen, og alle nervetrådene i rygmarven ligger beskyttet i rygsøjlen.
2. Bevægelse: Siden de fleste led mellem knoglerne er bevægelige, kan skelettet bevæge sig. Musklerne er fæstet til knoglerne på en sådan måde at, når musklerne trækker sig sammen, bøjes eller strækkes leddet så lemmerne bevæges.
3. Deponering: Skelettet er depot for kroppens mineraler, og i de store knogler produceres de røde blodceller.